# Rodolphe de Chissé
Rodolphe de Chissé (Raoul de Chissey), assassiné le 27 décembre 1385, est un prélat du XIVe siècle, évêque de Grenoble, puis archevêque de Tarentaise. Il est l'un des quatre membres de la famille de Chissé occupant le siège épiscopal de Grenoble entre 1337 et 1450.

## Biographie

### Origines
Rodolphe, parfois Raoul, de Chissé (Rodulphus de Chissiaco) est issu des seigneurs de Chissé, originaires de Faucigny, alors possession des dauphins de Viennois, et qui a donné quatre évêques de Grenoble pendant près d'un siècle (1337 à 1450),,,.
Bruno Galland (1998) le dit neveu de Jean de Chissé, évêque de Grenoble. Jean-Louis Grillet (1807) le donnait pour frère.

### Carrière ecclésiastique
Sa carrière est partiellement connue. En 1336, il est dit simple diacre. Il étudie le droit civil. Il bénéficie la réserve d'une prébende à Genève, conférée en 1346,. Cette année là, il est dit chanoine prébendé de Maurienne ainsi que de Lausanne,.
Il obtient, sur sa demande, le prieuré de Sutrieu, en Bugey, relevant du diocèse de Genève,.

### Élection sur le siège de Grenoble
Rodolphe succède à son parent (frère ou oncle ?), Jean de Chissé, comme évêque de Grenoble en 1350,. Il est consacré le 23 février 1351 par Humbert II de Viennois, devenu patriarche d'Alexandrie,.
Il doit son accession au trône épiscopal grâce à sa proximité avec le Dauphin, il peut ainsi être considéré comme un « homme de confiance » d'Humbert II, mais tout autant du pape avignonnais Clément VII, issu de la maison de Genève.
Il arrive à Grenoble vers la fin de l'année 1351 où il confirme le 2 décembre les privilèges de la cité.

### Tensions avec le Chapitre
Des tensions apparaissent entre lui le Chapitre Notre-Dame. L'évêque dénonce auprès du pape Innocent VI, dans une lettre, en 1354, des abus au sein de l'institution. L'évêque Pierre Bertrand de Colombier est mandaté pour restaurer l'autorité et la règle au sein du chapitre. Les conséquences sont qu'un conflit de deux ans oppose l'évêque de Grenoble au doyen, Hugues de Commiers, qui reçoit l'aide de plusieurs familles de la région, et où deux châteaux épiscopaux sont pris. L'évêque les excommunie et frappe d'interdit les terres de ces opposants, mais rien n'y fait. En 1359, le gouverneur du Dauphiné propose son aide et condamne le doyen Commiers et ses proches a payé une rançon contre les préjudices. Un accord est signé entre l'évêque et le Chapitre sans pour autant régler les différents et les tensions persistent. Le 3 octobre 1364, Rodolphe de Chissé fait adopter de nouveaux statuts.
En 1360, il promulgue un statut synodal constitué de vingt-trois canons organisant principalement le comportement des prélats et dignitaires du diocèse, notamment « de chasser leurs concubines, de se vêtir d'habits modestes, de résider constamment dans leurs églises et d'y veiller avec soin à la dignité du culte » (Prudhomme, 1888).
En 1365, l'abbé de Saint-Chaffre prononce une sentence arbitrale entre Rodolphe de Chissé et le doyen du chapitre, permettant de pacifier les relations.
En 1376, les tensions avec les chanoines de Notre-Dame reprennent et concernent les visites du prélat dans la cathédrale.

### Conflit avec le Gouverneur du Dauphiné
Des tensions couvent entre lui et Charles de Bouville, gouverneur du Dauphiné, au cours de son épiscopat,,. Le "transport" du Dauphiné de Viennois à la France par le Dauphin à Humbert II en 1349, ne semble pas avoir de conséquences au cours des décennies qui suivent, comme le souligne l'historien Auguste Prudhomme (1888). Cependant l'évêque Rodolphe alerte le roi sur certains abus de la part du gouverneur et de seigneurs chargés de l'administration du Dauphiné. À partir de 1379, gouverneur du Dauphiné prend la tête d'une fronde, suivi par les nobles de la région ainsi que des magistrats de l'ancien conseil delphinal qui ont perdu leurs prérogatives face à une nouvelle aristocratie originaire de France. Le gouverneur amène la population à prendre le palais épiscopal,. Rodolphe doit s'enfuir dans la capitale savoyarde voisine, Chambéry, non sans avoir frappé d'interdit la cité de Grenoble,.
Après environ trente ans d'épiscopat, il est remplacé, en 1380, par François de Conzié, un cousin,. Huit ans plus tard, c'est un autre cousin, Aymon Ier de Chissé qui accédera au trône de Grenoble,.

### Transfert en Tarentaise
Rodolphe de Chissé est transféré par le pape Clément VII, le 28 février 1380, succédant à Humbert II de Villette sur le siège archiépiscopal de Tarentaise,,,. Ce transfert est dû à sa situation inconfortable en Dauphiné, mais aussi sa proximité avec Avignon. Bruno Galland (1998) fait remarquer que le fait qu'il soit un proche de l'ancien Dauphin peut être mal vu par les Savoyards, toutefois ce conflit avec le gouverneur du Dauphiné « évitait à Raoul de Chissé d'apparaître en terre savoyarde comme un agent du dauphin ou
du roi de France ».
Il est le premier archevêque à faire usage du titre de comitatus dans ses actes,,, titre obtenu — et pourtant non porté — depuis 996.
Le déroulement de son épiscopat est peu voire pas documenté. Cependant il est perçu très rapidement comme n'étant « pas très accommodant » et « très autoritaire à l'égard des communautés d'habitants » (Galland, 1998). Ces tensions sont à l'origine de son assassinat.

### Assassinat
Les historiens considèrent que des troubles populaires agitent très probablement l'espace régional. La population dirige son mécontentement vers le prélat, notamment à Moûtiers, siège épiscopal,,.
En 1384, les habitants de la cité contestent une mauvaise application des droits pour leur cité. Lors d'une réunion des syndics et des principaux notables de la cité, le 20 mai, convoqué par le châtelain et sur ordre de l'archevêque, les habitants refusent d'obéir à un acte promulgué. On en appelle au pape, le 28 mai, auprès duquel on énumère les différents droits des habitants. Selon l'historien Étienne-Louis Borrel, reprenant la thèse avancée par Grillet, Rodolphe de Chissé avait également « entreprit de réformer les mœurs scandaleuses de quelques seigneurs ». Une autre version de ces faits, mais s'apparentant à la légende, est relatée par l'historien Borrel. Il semble que l'évêque se soit intéressé au mœurs du couvent de Sainte-Claire-Urbanistes de Moûtiers dans lequel les « aspirations n'étaient plus toutes pour le ciel ». « Ces […] mesures contrarièrent [donc] les religieuses et surtout les notabilités qu'elles introduisaient dans leurs cellules converties en boudoirs », aboutissant à un complot contre le prélat.
Toujours est-il que l'archevêque est assassiné le 27 décembre 1385, dans le château épiscopal de Saint-Jacques, à Saint-Marcel, avec tous ses domestiques,,.
Une enquête, mandée par le comte Amédée VII de Savoie, est organisée, mais « dont aucun document ne nous est parvenu », selon l'archiviste paléographe, Jacqueline Roubert. « La bâtard de Chissé, Georges de Pucet, clerc et bourgeois de Salins, Jean Cérisier et quelques autres, furent suspectés d'avoir pris part au meurtre de 
l'archevêque mais leur culpabilité ne put être prouvée ». La faute est mise sur un Pierre de Combloux, dit Reliour, domestique au couvent des Claristes. Il est arrêté, condamné puis pendu en 1387. Son supplice est relaté dans les comptes de châtellenie de Chambéry.
Édouard de Savoie-Achaïe, parent du comte Amédée VII, est placé à la tête de l'archevêché.
Lors de travaux dans l'église de la commune de Saint-Marcel, en 1851, les traces de tombeaux avec des sceaux ont été retrouvées. Aucune description des sceaux ne nous est parvenue. Étienne-Louis Borrel avance l'hypothèse qu'il pourrait s'agir de la sépulture de Rodolphe de Chissé et de son chapelain. Les ossements auraient été transférés vers la chapelle du Château-Saint-Jacques.